# Elezioni comunali in Piemonte del 1999
Le elezioni comunali in Piemonte del 1999 si tennero il 13 giugno (con ballottaggio il 27 giugno).

## Riepilogo Sindaci Eletti
| Provincia            | Comune            | Sindaco uscente | Sindaco uscente           | Sindaco eletto | Sindaco eletto            | Primo turno | Primo turno           | Secondo turno | Secondo turno | Seggi   |       |       |         |
| -------------------- | ----------------- | --------------- | ------------------------- | -------------- | ------------------------- | ----------- | --------------------- | ------------- | ------------- | ------- | ----- | ----- | ------- |
| Provincia            | Comune            | Torino          | Alpignano                 |                | Giuseppe Accalai (DS)     |             | Giuseppe Accalai (DS) | 4.906         | 47,43         | Seggi   | 4.029 | 53,63 | 12 / 20 |
| Beinasco             |                   | Torino          | Giuseppe Massimino (DS)   |                | Gilberto Giuffrida (DS)   | 6.627       | 61,07                 | _             | _             | 13 / 20 |       |       |         |
| Carmagnola           |                   | Torino          | Angelo Elia (DS)          |                | Angelo Elia (DS)          | 7.249       | 45,73                 | 7.705         | 55,26         | 12 / 20 |       |       |         |
| Chieri               |                   | Torino          | Aldo Vergnano (DS)        |                | Agostino Gay (DS)         | 8.697       | 45,44                 | 8.634         | 67,33         | 18 / 30 |       |       |         |
| Collegno             |                   | Torino          | Umberto D'Ottavio (DS)    |                | Umberto D'Ottavio (DS)    | 15.511      | 55,34                 | _             | _             | 18 / 30 |       |       |         |
| Nichelino            |                   | Torino          | Pier Bartolo Piovano (DS) |                | Pier Bartolo Piovano (DS) | 15.003      | 54,48                 | _             | _             | 18 / 30 |       |       |         |
| Piossasco            |                   | Torino          | Piero Marocco (Ind.)      |                | Laura Oliviero (DS)       | 3.882       | 40,40                 | 3.807         | 54,32         | 12 / 20 |       |       |         |
| Rivoli               |                   | Torino          | Antonino Boeti (DS)       |                | Antonino Boeti (DS)       | 18.633      | 59,14                 | _             | _             | 18 / 30 |       |       |         |
| San Mauro Torinese   |                   | Torino          | Angelo Santoro (DS)       |                | Angelo Santoro (DS)       | 4.577       | 42,06                 | 4.449         | 52,58         | 12 / 20 |       |       |         |
| Settimo Torinese     |                   | Torino          | Giovanni Ossola (SDI)     |                | Giovanni Ossola (SDI)     | 14.990      | 53,68                 | _             | _             | 19 / 30 |       |       |         |
| Cuneo                | Alba              |                 | Enzo Demaria (PPI)        |                | Giuseppe Rossetto (CCD)   | 8.084       | 41,54                 | 9.305         | 56,36         | 10 / 20 |       |       |         |
| Cuneo                | Bra               |                 | Francesco Guida (Ind.)    |                | Francesco Guida (Ind.)    | 8.281       | 49,90                 | 7.889         | 69,02         | 12 / 20 |       |       |         |
| Cuneo                | Fossano           |                 | Giuseppe Manfredi (DS)    |                | Giuseppe Manfredi (DS)    | 7.152       | 46,81                 | 8.070         | 64,66         | 12 / 20 |       |       |         |
| Cuneo                | Saluzzo           |                 | Giovanni Greco (CDU)      |                | Stefano Quaglia (CDU)     | 3.152       | 32,97                 | 4.477         | 61,18         | 12 / 20 |       |       |         |
| Cuneo                | Savigliano        |                 | Sergio Soave (DS)         |                | Sergio Soave (DS)         | 7.510       | 58,92                 | _             | _             | 12 / 20 |       |       |         |
| Alessandria          | Casale Monferrato |                 | Riccardo Coppo (PPI)      |                | Paolo Mascarino (DS)      | 8.640       | 37,73                 | 9.297         | 52,17         | 18 / 30 |       |       |         |
| Alessandria          | Novi Ligure       |                 | Mario Lovelli (DS)        |                | Mario Lovelli (DS)        | 9.156       | 50,88                 | _             | _             | 18 / 30 |       |       |         |
| Alessandria          | Tortona           |                 | Marco Balossino (DS)      |                | Giuseppe Bonavoglia (FI)  | 6.932       | 41,22                 | 7.134         | 51,03         | 10 / 20 |       |       |         |
| Biella               | Biella            |                 | Gianluca Susta (PPI)      |                | Gianluca Susta (PPI)      | 11.498      | 42,35                 | 11.895        | 51,73         | 24 / 40 |       |       |         |
| Biella               | Cossato           |                 | Sergio Scaramal (DS)      |                | Sergio Scaramal (DS)      | 5.502       | 54,63                 | _             | _             | 12 / 20 |       |       |         |
| Vercelli             | Vercelli          |                 | Gabriele Bagnasco (FdV)   |                | Gabriele Bagnasco (FdV)   | 7.293       | 23,93                 | 13.277        | 52,29         | 24 / 40 |       |       |         |
| Verbano-Cusio-Ossola | Verbania          |                 | Aldo Reschigna (DS)       |                | Aldo Reschigna (DS)       | 7.953       | 42,17                 | 8.430         | 53,92         | 24 / 40 |       |       |         |

## Voti ai candidati sindaco delle liste/coalizioni al primo turno.
| Liste/Coalizioni | Liste/Coalizioni | Voti    | %      |
| ---------------- | ---------------- | ------- | ------ |
|                  | Centro-sinistra  | 197 993 | 48,41% |
|                  | Centro-destra    | 133 357 | 32,60% |
|                  | Lega Nord        | 26 662  | 6,52%  |
|                  | Sinistra         | 21 037  | 5,14%  |
|                  | Centro           | 16 759  | 4,10%  |
|                  | Altri            | 13 215  | 3,23%  |
| Totale           | Totale           | 409 023 | 100%   |

## Torino

### Alpignano
| Candidati                            | Candidati                   | II turno             | II turno            | I turno | I turno | Liste                           | Voti  | %     | Seggi |
| Candidati                            | Candidati                   | Voti                 | %                   | Voti    | %       | Liste                           | Voti  | %     | Seggi |
| ------------------------------------ | --------------------------- | -------------------- | ------------------- | ------- | ------- | ------------------------------- | ----- | ----- | ----- |
|                                      | Giuseppe Accalai ✔️ Sindaco | 4 029                | 53,63               | 4 906   | 47,43   | Democratici di Sinistra         | 2 145 | 23,76 | 7     |
| L'Ulivo per Alpignano                | Giuseppe Accalai ✔️ Sindaco | 4 029                | 53,63               | 4 906   | 47,43   | 847                             | 9,38  | 2     |       |
| Partito della Rifondazione Comunista | Giuseppe Accalai ✔️ Sindaco | 4 029                | 53,63               | 4 906   | 47,43   | 334                             | 3,70  | 1     |       |
| Rinnovamento Democratico             | Giuseppe Accalai ✔️ Sindaco | 4 029                | 53,63               | 4 906   | 47,43   | 323                             | 3,58  | 1     |       |
| Partito dei Comunisti Italiani       | Giuseppe Accalai ✔️ Sindaco | 4 029                | 53,63               | 4 906   | 47,43   | 297                             | 3,29  | 1     |       |
| Partito Popolare Italiano            | Giuseppe Accalai ✔️ Sindaco | 4 029                | 53,63               | 4 906   | 47,43   | 248                             | 2,75  | –     |       |
|                                      | Germana Castelli            | 3 483                | 46,37               | 2 694   | 26,04   | Forza Italia                    | 1 575 | 17,44 | 2     |
| Alleanza Nazionale                   | Germana Castelli            | 3 483                | 46,37               | 2 694   | 26,04   | 745                             | 8,25  | 1     |       |
| Centro Cristiano Democratico         | Germana Castelli            | 3 483                | 46,37               | 2 694   | 26,04   | 67                              | 0,74  | –     |       |
| Seggio di coalizione                 | Seggio di coalizione        | Seggio di coalizione | 46,37               | 2 694   | 26,04   | 1                               |       |       |       |
|                                      | Bartolomeo Deceglie         | Bartolomeo Deceglie  | Bartolomeo Deceglie | 1 748   | 16,90   | Federazione dei Verdi           | 663   | 7,34  | 1     |
| I Democratici                        | Bartolomeo Deceglie         | Bartolomeo Deceglie  | Bartolomeo Deceglie | 1 748   | 16,90   | 593                             | 6,57  | 1     |       |
| Uniti per Alpignano                  | Bartolomeo Deceglie         | Bartolomeo Deceglie  | Bartolomeo Deceglie | 1 748   | 16,90   | 243                             | 2,69  | –     |       |
| Seggio di coalizione                 | Seggio di coalizione        | Seggio di coalizione | Bartolomeo Deceglie | 1 748   | 16,90   | 1                               |       |       |       |
|                                      | Cesidio Tarulli             | Cesidio Tarulli      | Cesidio Tarulli     | 589     | 5,69    | Lega Nord                       | 569   | 6,30  | –     |
| Seggio di coalizione                 | Seggio di coalizione        | Seggio di coalizione | Cesidio Tarulli     | 589     | 5,69    | 1                               |       |       |       |
|                                      | Francesco Bontà             | Francesco Bontà      | Francesco Bontà     | 407     | 3,93    | Socialisti Democratici Italiani | 380   | 4,21  | –     |
| Totale                               | Totale                      | 7 512                | 100                 | 10 344  | 100     |                                 | 9 029 | 100   | 20    |
|                                      |                             |                      |                     |         |         |                                 |       |       |       |
| Fonte: Ministero dell'interno        |                             |                      |                     |         |         |                                 |       |       |       |

### Beinasco
|                                 | Gilberto Giuffrida ✔️ Sindaco | 6 627                | 61,07 | Democratici di Sinistra                    | 2 947  | 29,12 | 7  |  |  |
| Socialisti Democratici Italiani | Gilberto Giuffrida ✔️ Sindaco | 6 627                | 61,07 | 1 886                                      | 18,64  | 4     |    |  |  |
| Partito Popolare Italiano       | Gilberto Giuffrida ✔️ Sindaco | 6 627                | 61,07 | 541                                        | 5,35   | 1     |    |  |  |
| Partito dei Comunisti Italiani  | Gilberto Giuffrida ✔️ Sindaco | 6 627                | 61,07 | 394                                        | 3,89   | –     |    |  |  |
| Federazione dei Verdi           | Gilberto Giuffrida ✔️ Sindaco | 6 627                | 61,07 | 314                                        | 3,10   | –     |    |  |  |
|                                 | Alex Gilardini                | 1 555                | 14,33 | Forza Italia                               | 1 497  | 14,79 | 2  |  |  |
| Seggio di coalizione            | Seggio di coalizione          | Seggio di coalizione | 14,33 | 1                                          |        |       |    |  |  |
|                                 | Manuela Maria Lamberti        | 992                  | 9,14  | Alleanza Nazionale                         | 943    | 9,32  | 1  |  |  |
| Seggio di coalizione            | Seggio di coalizione          | Seggio di coalizione | 9,14  | 1                                          |        |       |    |  |  |
|                                 | Carmelino Crepaldi            | 651                  | 6,00  | Partito della Rifondazione Comunista       | 615    | 6,08  | –  |  |  |
| Seggio di coalizione            | Seggio di coalizione          | Seggio di coalizione | 6,00  | 1                                          |        |       |    |  |  |
|                                 | Salvatore Fiorino             | 516                  | 4,76  | Rinnovamento Italiano - Partito Pensionati | 498    | 4,92  | –  |  |  |
| Seggio di coalizione            | Seggio di coalizione          | Seggio di coalizione | 4,76  | 1                                          |        |       |    |  |  |
|                                 | Paolino Lupi                  | 510                  | 4,70  | Lega Nord                                  | 484    | 4,78  | –  |  |  |
| Seggio di coalizione            | Seggio di coalizione          | Seggio di coalizione | 4,70  | 1                                          |        |       |    |  |  |
| Totale                          | Totale                        | 10 851               | 100   |                                            | 10 119 | 100   | 20 |  |  |
|                                 |                               |                      |       |                                            |        |       |    |  |  |
| Fonte: Ministero dell'interno   |                               |                      |       |                                            |        |       |    |  |  |

### Carmagnola
| Candidati                            | Candidati              | II turno             | II turno            | I turno | I turno | Liste                                | Voti   | %     | Seggi |
| Candidati                            | Candidati              | Voti                 | %                   | Voti    | %       | Liste                                | Voti   | %     | Seggi |
| ------------------------------------ | ---------------------- | -------------------- | ------------------- | ------- | ------- | ------------------------------------ | ------ | ----- | ----- |
|                                      | Angelo Elia ✔️ Sindaco | 7 705                | 55,26               | 7 249   | 45,73   | Partito Popolare Italiano            | 1 814  | 14,38 | 4     |
| Democratici di Sinistra              | Angelo Elia ✔️ Sindaco | 7 705                | 55,26               | 7 249   | 45,73   | 1 770                                | 14,03  | 4     |       |
| Cristiano Sociali                    | Angelo Elia ✔️ Sindaco | 7 705                | 55,26               | 7 249   | 45,73   | 884                                  | 7,01   | 2     |       |
| Partito della Rifondazione Comunista | Angelo Elia ✔️ Sindaco | 7 705                | 55,26               | 7 249   | 45,73   | 484                                  | 3,84   | 1     |       |
| Federazione dei Verdi                | Angelo Elia ✔️ Sindaco | 7 705                | 55,26               | 7 249   | 45,73   | 453                                  | 3,59   | 1     |       |
|                                      | Bruno Crivello         | 6 239                | 44,74               | 5 784   | 36,49   | Popolari Europei                     | 2 316  | 18,35 | 3     |
| Forza Italia                         | Bruno Crivello         | 6 239                | 44,74               | 5 784   | 36,49   | 1 592                                | 12,62  | 2     |       |
| Rinnovamento Italiano                | Bruno Crivello         | 6 239                | 44,74               | 5 784   | 36,49   | 398                                  | 3,15   | –     |       |
| Federalisti Liberali                 | Bruno Crivello         | 6 239                | 44,74               | 5 784   | 36,49   | 283                                  | 2,24   | –     |       |
| Centro Cristiano Democratico         | Bruno Crivello         | 6 239                | 44,74               | 5 784   | 36,49   | 210                                  | 1,66   | –     |       |
| Seggio di coalizione                 | Seggio di coalizione   | Seggio di coalizione | 44,74               | 5 784   | 36,49   | 1                                    |        |       |       |
|                                      | Alessandro Salamone    | Alessandro Salamone  | Alessandro Salamone | 963     | 6,07    | Unione Democratica per la Repubblica | 811    | 6,43  | –     |
| Seggio di coalizione                 | Seggio di coalizione   | Seggio di coalizione | Alessandro Salamone | 963     | 6,07    | 1                                    |        |       |       |
|                                      | Bartolomeo Collo       | Bartolomeo Collo     | Bartolomeo Collo    | 947     | 5,97    | Alleanza Nazionale (A)               | 798    | 6,32  | –     |
| Seggio di coalizione                 | Seggio di coalizione   | Seggio di coalizione | Bartolomeo Collo    | 947     | 5,97    | 1                                    |        |       |       |
|                                      | Silvana Cavagliato     | Silvana Cavagliato   | Silvana Cavagliato  | 833     | 5,25    | Lega Nord                            | 590    | 4,68  | –     |
| Nuova Strada                         | Silvana Cavagliato     | Silvana Cavagliato   | Silvana Cavagliato  | 833     | 5,25    | 144                                  | 1,14   | –     |       |
|                                      | Salvatore Polizzi      | Salvatore Polizzi    | Salvatore Polizzi   | 76      | 0,48    | Socialisti Democratici Italiani      | 71     | 0,56  | –     |
| Totale                               | Totale                 | 13 944               | 100                 | 15 852  | 100     |                                      | 12 618 | 100   | 20    |
|                                      |                        |                      |                     |         |         |                                      |        |       |       |
| Fonte: Ministero dell'interno        |                        |                      |                     |         |         |                                      |        |       |       |

### Chieri
| Candidati                                      | Candidati               | II turno             | II turno           | I turno | I turno | Liste                                | Voti   | %     | Seggi |
| Candidati                                      | Candidati               | Voti                 | %                  | Voti    | %       | Liste                                | Voti   | %     | Seggi |
| ---------------------------------------------- | ----------------------- | -------------------- | ------------------ | ------- | ------- | ------------------------------------ | ------ | ----- | ----- |
|                                                | Agostino Gay ✔️ Sindaco | 8 634                | 67,33              | 8 697   | 45,44   | Democratici di Sinistra              | 2 751  | 16,77 | 7     |
| Viva Chieri Viva                               | Agostino Gay ✔️ Sindaco | 8 634                | 67,33              | 8 697   | 45,44   | 2 182                                | 13,30  | 6     |       |
| Partito Popolare Italiano - Insieme per Chieri | Agostino Gay ✔️ Sindaco | 8 634                | 67,33              | 8 697   | 45,44   | 1 498                                | 9,13   | 4     |       |
| Federazione dei Verdi                          | Agostino Gay ✔️ Sindaco | 8 634                | 67,33              | 8 697   | 45,44   | 576                                  | 3,51   | 1     |       |
|                                                | Giuseppe Cerchio        | 4 189                | 32,67              | 5 106   | 26,68   | Forza Italia                         | 3 249  | 19,80 | 5     |
| Rinnovamento Italiano - Partito Pensionati     | Giuseppe Cerchio        | 4 189                | 32,67              | 5 106   | 26,68   | 1 054                                | 6,42   | 1     |       |
| Centro Cristiano Democratico                   | Giuseppe Cerchio        | 4 189                | 32,67              | 5 106   | 26,68   | 320                                  | 1,95   | –     |       |
| Seggio di coalizione                           | Seggio di coalizione    | Seggio di coalizione | 32,67              | 5 106   | 26,68   | 1                                    |        |       |       |
|                                                | Luigi Sodano            | Luigi Sodano         | Luigi Sodano       | 2 238   | 11,69   | Alleanza Nazionale                   | 1 935  | 11,79 | 1     |
| Seggio di coalizione                           | Seggio di coalizione    | Seggio di coalizione | Luigi Sodano       | 2 238   | 11,69   | 1                                    |        |       |       |
|                                                | Ignazio Andriani        | Ignazio Andriani     | Ignazio Andriani   | 807     | 4,22    | Partito della Rifondazione Comunista | 757    | 4,61  | –     |
| Seggio di coalizione                           | Seggio di coalizione    | Seggio di coalizione | Ignazio Andriani   | 807     | 4,22    | 1                                    |        |       |       |
|                                                | Maurizio Carnevale      | Maurizio Carnevale   | Maurizio Carnevale | 806     | 4,21    | Chieri 2000                          | 743    | 4,53  | –     |
| Seggio di coalizione                           | Seggio di coalizione    | Seggio di coalizione | Maurizio Carnevale | 806     | 4,21    | 1                                    |        |       |       |
|                                                | Gian Pietro Toaldo      | Gian Pietro Toaldo   | Gian Pietro Toaldo | 760     | 3,97    | Lega Nord                            | 679    | 4,14  | –     |
| Seggio di coalizione                           | Seggio di coalizione    | Seggio di coalizione | Gian Pietro Toaldo | 760     | 3,97    | 1                                    |        |       |       |
|                                                | Salvatore Polizzi       | Salvatore Polizzi    | Salvatore Polizzi  | 450     | 2,35    | Socialisti Democratici Italiani      | 412    | 2,51  | –     |
|                                                | Paolo Ferrante          | Paolo Ferrante       | Paolo Ferrante     | 276     | 1,44    | Movimento Sociale Fiamma Tricolore   | 250    | 1,52  | –     |
| Totale                                         | Totale                  | 12 823               | 100                | 19 140  | 100     |                                      | 16 406 | 100   | 30    |
|                                                |                         |                      |                    |         |         |                                      |        |       |       |
| Fonte: Ministero dell'interno                  |                         |                      |                    |         |         |                                      |        |       |       |

### Collegno
|                                      | Umberto D'Ottavio ✔️ Sindaco | 15 511               | 55,34 | Democratici di Sinistra         | 7 208  | 28,85 | 11 |  |  |
| Partito della Rifondazione Comunista | Umberto D'Ottavio ✔️ Sindaco | 15 511               | 55,34 | 1 747                           | 6,99   | 2     |    |  |  |
| I Democratici                        | Umberto D'Ottavio ✔️ Sindaco | 15 511               | 55,34 | 1 463                           | 5,86   | 2     |    |  |  |
| Partito dei Comunisti Italiani       | Umberto D'Ottavio ✔️ Sindaco | 15 511               | 55,34 | 1 203                           | 4,81   | 1     |    |  |  |
| Federazione dei Verdi                | Umberto D'Ottavio ✔️ Sindaco | 15 511               | 55,34 | 1 033                           | 4,13   | 1     |    |  |  |
| Partito Popolare Italiano            | Umberto D'Ottavio ✔️ Sindaco | 15 511               | 55,34 | 650                             | 2,60   | 1     |    |  |  |
|                                      | Manfredi Grasso              | 6 349                | 22,65 | Forza Italia                    | 5 494  | 21,99 | 7  |  |  |
| Centro Cristiano Democratico         | Manfredi Grasso              | 6 349                | 22,65 | 343                             | 1,37   | –     |    |  |  |
| Seggio di coalizione                 | Seggio di coalizione         | Seggio di coalizione | 22,65 | 1                               |        |       |    |  |  |
|                                      | Fausto Beruto                | 2 307                | 8,23  | Alleanza Nazionale              | 2 156  | 8,63  | 1  |  |  |
| Seggio di coalizione                 | Seggio di coalizione         | Seggio di coalizione | 8,23  | 1                               |        |       |    |  |  |
|                                      | Carlo Gandini                | 1 466                | 5,23  | Lega Nord                       | 1 402  | 5,61  | –  |  |  |
| Seggio di coalizione                 | Seggio di coalizione         | Seggio di coalizione | 5,23  | 1                               |        |       |    |  |  |
|                                      | Francesco Bongiovanni        | 1 331                | 4,75  | Socialisti Democratici Italiani | 1 281  | 5,13  | –  |  |  |
| Seggio di coalizione                 | Seggio di coalizione         | Seggio di coalizione | 4,75  | 1                               |        |       |    |  |  |
|                                      | Giovanni Zungrone            | 661                  | 2,36  | Democratici per Collegno        | 617    | 2,47  | –  |  |  |
|                                      | Calogero Baglio              | 404                  | 1,44  | L'Europa dei Popoli             | 390    | 1,56  | –  |  |  |
| Totale                               | Totale                       | 28 029               | 100   |                                 | 24 987 | 100   | 30 |  |  |
|                                      |                              |                      |       |                                 |        |       |    |  |  |
| Fonte: Ministero dell'interno        |                              |                      |       |                                 |        |       |    |  |  |

### Nichelino
|                                 | Pier Bartolo Piovano ✔️ Sindaco | 15 003               | 54,48 | Democratici di Sinistra              | 6 269  | 24,91 | 9  |  |  |
| Socialisti Democratici Italiani | Pier Bartolo Piovano ✔️ Sindaco | 15 003               | 54,48 | 2 227                                | 8,85   | 3     |    |  |  |
| Popolari per Nichelino          | Pier Bartolo Piovano ✔️ Sindaco | 15 003               | 54,48 | 2 083                                | 8,28   | 3     |    |  |  |
| I Democratici                   | Pier Bartolo Piovano ✔️ Sindaco | 15 003               | 54,48 | 1 799                                | 7,15   | 2     |    |  |  |
| Partito dei Comunisti Italiani  | Pier Bartolo Piovano ✔️ Sindaco | 15 003               | 54,48 | 886                                  | 3,52   | 1     |    |  |  |
| Federazione dei Verdi           | Pier Bartolo Piovano ✔️ Sindaco | 15 003               | 54,48 | 454                                  | 1,80   | –     |    |  |  |
|                                 | Filippo D'Aveni                 | 7 950                | 28,87 | Forza Italia                         | 4 994  | 19,84 | 6  |  |  |
| Insieme per Nichelino           | Filippo D'Aveni                 | 7 950                | 28,87 | 1 521                                | 6,04   | 2     |    |  |  |
| Centro Cristiano Democratico    | Filippo D'Aveni                 | 7 950                | 28,87 | 683                                  | 2,71   | –     |    |  |  |
| Seggio di coalizione            | Seggio di coalizione            | Seggio di coalizione | 28,87 | 1                                    |        |       |    |  |  |
|                                 | Sabino Novaco                   | 1 813                | 6,58  | Partito della Rifondazione Comunista | 1 708  | 6,79  | 1  |  |  |
| Seggio di coalizione            | Seggio di coalizione            | Seggio di coalizione | 6,58  | 1                                    |        |       |    |  |  |
|                                 | Vincenzo Miriello               | 1 262                | 4,58  | Alleanza Nazionale                   | 1 179  | 4,68  | –  |  |  |
| Seggio di coalizione            | Seggio di coalizione            | Seggio di coalizione | 4,58  | 1                                    |        |       |    |  |  |
|                                 | Erminio Bava                    | 763                  | 2,77  | Lega Nord                            | 726    | 2,88  | –  |  |  |
|                                 | Bruno Massari                   | 389                  | 1,41  | I Liberal Sgarbi                     | 194    | 0,77  | –  |  |  |
| Nuova Destra                    | Bruno Massari                   | 389                  | 1,41  | 107                                  | 0,43   | –     |    |  |  |
|                                 | Gaetano Ioculano                | 357                  | 1,30  | Movimento Sociale Fiamma Tricolore   | 339    | 1,35  | –  |  |  |
| Totale                          | Totale                          | 27 537               | 100   |                                      | 25 169 | 100   | 30 |  |  |
|                                 |                                 |                      |       |                                      |        |       |    |  |  |
| Fonte: Ministero dell'interno   |                                 |                      |       |                                      |        |       |    |  |  |

### Piossasco
| Candidati                            | Candidati                 | II turno             | II turno            | I turno | I turno | Liste                       | Voti  | %     | Seggi |
| Candidati                            | Candidati                 | Voti                 | %                   | Voti    | %       | Liste                       | Voti  | %     | Seggi |
| ------------------------------------ | ------------------------- | -------------------- | ------------------- | ------- | ------- | --------------------------- | ----- | ----- | ----- |
|                                      | Laura Oliviero ✔️ Sindaco | 3 807                | 54,32               | 3 882   | 40,40   | Democratici di Sinistra     | 1 235 | 15,21 | 6     |
| Socialisti Democratici Italiani      | Laura Oliviero ✔️ Sindaco | 3 807                | 54,32               | 3 882   | 40,40   | 599                         | 7,38  | 2     |       |
| Sinistra Indipendente                | Laura Oliviero ✔️ Sindaco | 3 807                | 54,32               | 3 882   | 40,40   | 490                         | 6,04  | 2     |       |
| Partito della Rifondazione Comunista | Laura Oliviero ✔️ Sindaco | 3 807                | 54,32               | 3 882   | 40,40   | 331                         | 4,08  | 1     |       |
| Federazione dei Verdi                | Laura Oliviero ✔️ Sindaco | 3 807                | 54,32               | 3 882   | 40,40   | 301                         | 3,71  | 1     |       |
| Partito dei Comunisti Italiani       | Laura Oliviero ✔️ Sindaco | 3 807                | 54,32               | 3 882   | 40,40   | 149                         | 1,84  | –     |       |
|                                      | Piero Marocco             | 3 202                | 45,68               | 2 358   | 24,54   | Movimento per la Democrazia | 816   | 10,05 | 1     |
| Partito Popolare Italiano            | Piero Marocco             | 3 202                | 45,68               | 2 358   | 24,54   | 762                         | 9,39  | 1     |       |
| Sinistra Democratica                 | Piero Marocco             | 3 202                | 45,68               | 2 358   | 24,54   | 369                         | 4,54  | –     |       |
| Seggio di coalizione                 | Seggio di coalizione      | Seggio di coalizione | 45,68               | 2 358   | 24,54   | 1                           |       |       |       |
|                                      | Gianfranco Izzillo        | Gianfranco Izzillo   | Gianfranco Izzillo  | 2 220   | 23,10   | Forza Italia                | 1 130 | 13,92 | 2     |
| Alleanza Nazionale                   | Gianfranco Izzillo        | Gianfranco Izzillo   | Gianfranco Izzillo  | 2 220   | 23,10   | 517                         | 6,37  | 1     |       |
| Centro Cristiano Democratico         | Gianfranco Izzillo        | Gianfranco Izzillo   | Gianfranco Izzillo  | 2 220   | 23,10   | 397                         | 4,89  | –     |       |
| Seggio di coalizione                 | Seggio di coalizione      | Seggio di coalizione | Gianfranco Izzillo  | 2 220   | 23,10   | 1                           |       |       |       |
|                                      | Salvatore Cammarata       | Salvatore Cammarata  | Salvatore Cammarata | 707     | 7,36    | Piossasco 2000              | 466   | 5,74  | –     |
| Giovani                              | Salvatore Cammarata       | Salvatore Cammarata  | Salvatore Cammarata | 707     | 7,36    | 127                         | 1,56  | –     |       |
| Seggio di coalizione                 | Seggio di coalizione      | Seggio di coalizione | Salvatore Cammarata | 707     | 7,36    | 1                           |       |       |       |
|                                      | Lorenzo Porporato         | Lorenzo Porporato    | Lorenzo Porporato   | 442     | 4,60    | Lega Nord                   | 430   | 5,30  | –     |
| Totale                               | Totale                    | 7 009                | 100                 | 9 609   | 100     |                             | 8 119 | 100   | 20    |
|                                      |                           |                      |                     |         |         |                             |       |       |       |
| Fonte: Ministero dell'interno        |                           |                      |                     |         |         |                             |       |       |       |

### Rivoli
|                                      | Antonino Boeti ✔️ Sindaco | 18 633               | 59,14 | Democratici di Sinistra         | 8 417  | 30,66 | 11 |  |  |
| I Democratici                        | Antonino Boeti ✔️ Sindaco | 18 633               | 59,14 | 1 694                           | 6,17   | 2     |    |  |  |
| Partito Popolare Italiano            | Antonino Boeti ✔️ Sindaco | 18 633               | 59,14 | 1 582                           | 5,76   | 2     |    |  |  |
| Partito dei Comunisti Italiani       | Antonino Boeti ✔️ Sindaco | 18 633               | 59,14 | 1 456                           | 5,30   | 1     |    |  |  |
| Partito della Rifondazione Comunista | Antonino Boeti ✔️ Sindaco | 18 633               | 59,14 | 1 345                           | 4,90   | 1     |    |  |  |
| Federazione dei Verdi                | Antonino Boeti ✔️ Sindaco | 18 633               | 59,14 | 908                             | 3,31   | 1     |    |  |  |
|                                      | Massimo Tesio             | 8 735                | 27,73 | Forza Italia                    | 5 489  | 20,00 | 6  |  |  |
| Alleanza Nazionale                   | Massimo Tesio             | 8 735                | 27,73 | 2 393                           | 8,72   | 2     |    |  |  |
| Centro Cristiano Democratico         | Massimo Tesio             | 8 735                | 27,73 | 161                             | 0,59   | –     |    |  |  |
| Seggio di coalizione                 | Seggio di coalizione      | Seggio di coalizione | 27,73 | 1                               |        |       |    |  |  |
|                                      | Domenico Tavolada         | 1 179                | 3,74  | Centro per Rivoli               | 1 157  | 4,21  | –  |  |  |
| Seggio di coalizione                 | Seggio di coalizione      | Seggio di coalizione | 3,74  | 1                               |        |       |    |  |  |
|                                      | Piero Sala                | 1 146                | 3,64  | Lega Nord                       | 1 086  | 3,96  | –  |  |  |
| Seggio di coalizione                 | Seggio di coalizione      | Seggio di coalizione | 3,64  | 1                               |        |       |    |  |  |
|                                      | Gabriele Viscovo          | 1 101                | 3,49  | Dalla Parte dei Cittadini       | 1 070  | 3,90  | –  |  |  |
| Seggio di coalizione                 | Seggio di coalizione      | Seggio di coalizione | 3,49  | 1                               |        |       |    |  |  |
|                                      | Valdemaro Nigra           | 711                  | 2,26  | Socialisti Democratici Italiani | 692    | 2,52  | –  |  |  |
| Totale                               | Totale                    | 31 505               | 100   |                                 | 27 450 | 100   | 30 |  |  |
|                                      |                           |                      |       |                                 |        |       |    |  |  |
| Fonte: Ministero dell'interno        |                           |                      |       |                                 |        |       |    |  |  |

### San Mauro Torinese
| Candidati                            | Candidati                 | II turno             | II turno       | I turno | I turno | Liste                           | Voti  | %     | Seggi |
| Candidati                            | Candidati                 | Voti                 | %              | Voti    | %       | Liste                           | Voti  | %     | Seggi |
| ------------------------------------ | ------------------------- | -------------------- | -------------- | ------- | ------- | ------------------------------- | ----- | ----- | ----- |
|                                      | Angelo Santoro ✔️ Sindaco | 4 449                | 52,58          | 4 577   | 42,06   | Democratici di Sinistra         | 1 613 | 16,49 | 5     |
| Federazione dei Verdi                | Angelo Santoro ✔️ Sindaco | 4 449                | 52,58          | 4 577   | 42,06   | 1 022                           | 10,45 | 3     |       |
| Alleanza Popolare                    | Angelo Santoro ✔️ Sindaco | 4 449                | 52,58          | 4 577   | 42,06   | 719                             | 7,35  | 2     |       |
| Partito della Rifondazione Comunista | Angelo Santoro ✔️ Sindaco | 4 449                | 52,58          | 4 577   | 42,06   | 491                             | 5,02  | 1     |       |
| Partito dei Comunisti Italiani       | Angelo Santoro ✔️ Sindaco | 4 449                | 52,58          | 4 577   | 42,06   | 288                             | 2,94  | 1     |       |
|                                      | Giuseppe Riccardino       | 4 013                | 47,42          | 4 155   | 38,18   | Forza Italia                    | 2 203 | 22,52 | 4     |
| Alleanza Nazionale                   | Giuseppe Riccardino       | 4 013                | 47,42          | 4 155   | 38,18   | 818                             | 8,36  | 1     |       |
| CCD - CDU                            | Giuseppe Riccardino       | 4 013                | 47,42          | 4 155   | 38,18   | 781                             | 7,98  | 1     |       |
| Seggio di coalizione                 | Seggio di coalizione      | Seggio di coalizione | 47,42          | 4 155   | 38,18   | 1                               |       |       |       |
|                                      | Roberto Pilone            | Roberto Pilone       | Roberto Pilone | 888     | 8,16    | Lega Nord (A)                   | 660   | 6,75  | –     |
| Imprenditori Padani                  | Roberto Pilone            | Roberto Pilone       | Roberto Pilone | 888     | 8,16    | 65                              | 0,66  | –     |       |
| Seggio di coalizione                 | Seggio di coalizione      | Seggio di coalizione | Roberto Pilone | 888     | 8,16    | 1                               |       |       |       |
|                                      | Aldo Villa                | Aldo Villa           | Aldo Villa     | 438     | 4,02    | Partito Popolare Italiano       | 378   | 3,86  | –     |
|                                      | Enrico Buemi              | Enrico Buemi         | Enrico Buemi   | 413     | 3,80    | Socialisti Democratici Italiani | 381   | 3,90  | –     |
|                                      | Sergio Pozzan             | Sergio Pozzan        | Sergio Pozzan  | 411     | 3,78    | San Mauro Migliore              | 362   | 3,70  | –     |
| Totale                               | Totale                    | 8 462                | 100            | 10 882  | 100     |                                 | 9 781 | 100   | 20    |
|                                      |                           |                      |                |         |         |                                 |       |       |       |
| Fonte: Ministero dell'interno        |                           |                      |                |         |         |                                 |       |       |       |

### Settimo Torinese
|                                 | Giovanni Ossola ✔️ Sindaco | 14 990               | 53,68 | Democratici di Sinistra              | 6 459  | 24,74 | 10 |  |  |
| Insieme per Settimo             | Giovanni Ossola ✔️ Sindaco | 14 990               | 53,68 | 2 585                                | 9,90   | 4     |    |  |  |
| Partito Popolare Italiano       | Giovanni Ossola ✔️ Sindaco | 14 990               | 53,68 | 2 048                                | 7,85   | 3     |    |  |  |
| Socialisti Democratici Italiani | Giovanni Ossola ✔️ Sindaco | 14 990               | 53,68 | 1 791                                | 6,86   | 2     |    |  |  |
| Federazione dei Verdi           | Giovanni Ossola ✔️ Sindaco | 14 990               | 53,68 | 614                                  | 2,35   | –     |    |  |  |
| Rinnovamento Italiano           | Giovanni Ossola ✔️ Sindaco | 14 990               | 53,68 | 325                                  | 1,25   | –     |    |  |  |
|                                 | Giuseppe Pozzo             | 4 109                | 14,71 | Forza Italia                         | 3 927  | 15,04 | 4  |  |  |
| Seggio di coalizione            | Seggio di coalizione       | Seggio di coalizione | 14,71 | 1                                    |        |       |    |  |  |
|                                 | Nello Moretti              | 2 065                | 7,39  | Alleanza Nazionale                   | 1 968  | 7,54  | 1  |  |  |
| Seggio di coalizione            | Seggio di coalizione       | Seggio di coalizione | 7,39  | 1                                    |        |       |    |  |  |
|                                 | Alfredo Passarino          | 1 631                | 5,84  | Partito della Rifondazione Comunista | 1 598  | 6,12  | 1  |  |  |
| Seggio di coalizione            | Seggio di coalizione       | Seggio di coalizione | 5,84  | 1                                    |        |       |    |  |  |
|                                 | Cinzia Condello            | 1 374                | 4,92  | Partito dei Comunisti Italiani       | 1 313  | 5,03  | –  |  |  |
| Seggio di coalizione            | Seggio di coalizione       | Seggio di coalizione | 4,92  | 1                                    |        |       |    |  |  |
|                                 | Angelo Carbonella          | 1 226                | 4,39  | Partito Socialista                   | 1 171  | 4,49  | –  |  |  |
| Seggio di coalizione            | Seggio di coalizione       | Seggio di coalizione | 4,39  | 1                                    |        |       |    |  |  |
|                                 | Tommaso Curello            | 752                  | 2,69  | Centro per Settimo                   | 689    | 2,64  | –  |  |  |
|                                 | Carlo Tosin                | 709                  | 2,54  | Lega Nord                            | 683    | 2,62  | –  |  |  |
|                                 | Giuseppe Romano            | 375                  | 1,34  | Centro Cristiano Democratico         | 338    | 1,29  | –  |  |  |
|                                 | Gianluigi Cernusco         | 248                  | 0,89  | Piemonte Nazione d'Europa            | 198    | 0,76  | –  |  |  |
|                                 | Giuseppe Folino            | 241                  | 0,86  | I Liberal Sgarbi                     | 217    | 0,83  | –  |  |  |
|                                 | Luigi Gabetti              | 207                  | 0,74  | Libertà e Progresso                  | 179    | 0,69  | –  |  |  |
| Totale                          | Totale                     | 27 927               | 100   |                                      | 26 103 | 100   | 30 |  |  |
|                                 |                            |                      |       |                                      |        |       |    |  |  |
| Fonte: Ministero dell'interno   |                            |                      |       |                                      |        |       |    |  |  |

## Alessandria

### Casale Monferrato
| Candidati                      | Candidati                  | II turno             | II turno          | I turno | I turno | Liste                                | Voti   | %     | Seggi |
| Candidati                      | Candidati                  | Voti                 | %                 | Voti    | %       | Liste                                | Voti   | %     | Seggi |
| ------------------------------ | -------------------------- | -------------------- | ----------------- | ------- | ------- | ------------------------------------ | ------ | ----- | ----- |
|                                | Paolo Mascarino ✔️ Sindaco | 9 297                | 52,17             | 8 640   | 37,73   | Democratici di Sinistra              | 3 421  | 17,08 | 9     |
| Partito Popolare Italiano      | Paolo Mascarino ✔️ Sindaco | 9 297                | 52,17             | 8 640   | 37,73   | 1 951                                | 9,74   | 5     |       |
| I Democratici                  | Paolo Mascarino ✔️ Sindaco | 9 297                | 52,17             | 8 640   | 37,73   | 1 202                                | 6,00   | 3     |       |
| Partito dei Comunisti Italiani | Paolo Mascarino ✔️ Sindaco | 9 297                | 52,17             | 8 640   | 37,73   | 542                                  | 2,71   | 1     |       |
|                                | Antonio Lumello            | 8 524                | 47,83             | 8 615   | 37,62   | Forza Italia                         | 5 432  | 27,12 | 6     |
| Alleanza Nazionale             | Antonio Lumello            | 8 524                | 47,83             | 8 615   | 37,62   | 1 430                                | 7,14   | 1     |       |
| Centro Democratico             | Antonio Lumello            | 8 524                | 47,83             | 8 615   | 37,62   | 749                                  | 3,74   | –     |       |
| Centro Cristiano Democratico   | Antonio Lumello            | 8 524                | 47,83             | 8 615   | 37,62   | 230                                  | 1,15   | –     |       |
| Seggio di coalizione           | Seggio di coalizione       | Seggio di coalizione | 47,83             | 8 615   | 37,62   | 1                                    |        |       |       |
|                                | Mario Oddone               | Mario Oddone         | Mario Oddone      | 2 438   | 10,65   | Uniti per Casale (PP-PS) (A)         | 2 110  | 10,54 | 1     |
| Seggio di coalizione           | Seggio di coalizione       | Seggio di coalizione | Mario Oddone      | 2 438   | 10,65   | 1                                    |        |       |       |
|                                | Giampiero Gillone          | Giampiero Gillone    | Giampiero Gillone | 1 268   | 5,54    | Lega Nord (B)                        | 1 169  | 5,84  | –     |
| Seggio di coalizione           | Seggio di coalizione       | Seggio di coalizione | Giampiero Gillone | 1 268   | 5,54    | 1                                    |        |       |       |
|                                | Riccardo Revello           | Riccardo Revello     | Riccardo Revello  | 1 057   | 4,62    | Partito della Rifondazione Comunista | 945    | 4,72  | –     |
| Seggio di coalizione           | Seggio di coalizione       | Seggio di coalizione | Riccardo Revello  | 1 057   | 4,62    | 1                                    |        |       |       |
|                                | Enrico Scoccati            | Enrico Scoccati      | Enrico Scoccati   | 880     | 3,84    | Socialisti Democratici Italiani      | 845    | 4,22  | –     |
| Totale                         | Totale                     | 17 821               | 100               | 22 898  | 100     |                                      | 20 026 | 100   | 30    |
|                                |                            |                      |                   |         |         |                                      |        |       |       |
| Fonte: Ministero dell'interno  |                            |                      |                   |         |         |                                      |        |       |       |

### Novi Ligure
|                                                             | Mario Lovelli ✔️ Sindaco | 9 156                | 50,88 | Democratici di Sinistra - I Democratici - PRI | 4 554  | 29,47 | 11 |  |  |
| Partito Popolare Italiano - Socialisti Democratici Italiani | Mario Lovelli ✔️ Sindaco | 9 156                | 50,88 | 1 637                                         | 10,59  | 4     |    |  |  |
| Partito della Rifondazione Comunista                        | Mario Lovelli ✔️ Sindaco | 9 156                | 50,88 | 974                                           | 6,30   | 2     |    |  |  |
| Partito dei Comunisti Italiani                              | Mario Lovelli ✔️ Sindaco | 9 156                | 50,88 | 518                                           | 3,35   | 1     |    |  |  |
|                                                             | Maria Rosa Porta         | 5 419                | 30,11 | Forza Italia                                  | 3 758  | 24,32 | 6  |  |  |
| Centro Cristiano Democratico                                | Maria Rosa Porta         | 5 419                | 30,11 | 601                                           | 3,89   | 1     |    |  |  |
| Alleanza Nazionale                                          | Maria Rosa Porta         | 5 419                | 30,11 | 530                                           | 3,43   | –     |    |  |  |
| Seggio di coalizione                                        | Seggio di coalizione     | Seggio di coalizione | 30,11 | 1                                             |        |       |    |  |  |
|                                                             | Antonio Morettini        | 2 763                | 15,35 | Lega Nord                                     | 2 051  | 13,27 | 2  |  |  |
| Lavoratori Pensionati Padani                                | Antonio Morettini        | 2 763                | 15,35 | 219                                           | 1,42   | –     |    |  |  |
| Seggio di coalizione                                        | Seggio di coalizione     | Seggio di coalizione | 15,35 | 1                                             |        |       |    |  |  |
|                                                             | Costanzo Cuccuru         | 659                  | 3,66  | Insieme per Novi                              | 610    | 3,95  | –  |  |  |
| Seggio di coalizione                                        | Seggio di coalizione     | Seggio di coalizione | 3,66  | 1                                             |        |       |    |  |  |
| Totale                                                      | Totale                   | 17 997               | 100   |                                               | 15 452 | 100   | 30 |  |  |
|                                                             |                          |                      |       |                                               |        |       |    |  |  |
| Fonte: Ministero dell'interno                               |                          |                      |       |                                               |        |       |    |  |  |

### Tortona
| Candidati                      | Candidati                      | II turno             | II turno         | I turno | I turno | Liste                                | Voti   | %     | Seggi |
| Candidati                      | Candidati                      | Voti                 | %                | Voti    | %       | Liste                                | Voti   | %     | Seggi |
| ------------------------------ | ------------------------------ | -------------------- | ---------------- | ------- | ------- | ------------------------------------ | ------ | ----- | ----- |
|                                | Giuseppe Bonavoglia ✔️ Sindaco | 7 134                | 51,03            | 6 932   | 41,22   | Forza Italia                         | 3 274  | 22,18 | 6     |
| CCD - CDU                      | Giuseppe Bonavoglia ✔️ Sindaco | 7 134                | 51,03            | 6 932   | 41,22   | 1 168                                | 7,91   | 2     |       |
| Alleanza Nazionale             | Giuseppe Bonavoglia ✔️ Sindaco | 7 134                | 51,03            | 6 932   | 41,22   | 1 033                                | 7,00   | 2     |       |
| Lista per Bonavoglia           | Giuseppe Bonavoglia ✔️ Sindaco | 7 134                | 51,03            | 6 932   | 41,22   | 449                                  | 3,04   | –     |       |
| Verdi e Amici di Tortona       | Giuseppe Bonavoglia ✔️ Sindaco | 7 134                | 51,03            | 6 932   | 41,22   | 284                                  | 1,92   | –     |       |
|                                | Gian Francesco Semino          | 6 845                | 48,97            | 6 075   | 36,13   | Democratici di Sinistra              | 2 606  | 17,66 | 3     |
| Socialisti e Laici per Tortona | Gian Francesco Semino          | 6 845                | 48,97            | 6 075   | 36,13   | 1 015                                | 6,88   | 1     |       |
| Partito Popolare Italiano      | Gian Francesco Semino          | 6 845                | 48,97            | 6 075   | 36,13   | 966                                  | 6,55   | 1     |       |
| I Democratici                  | Gian Francesco Semino          | 6 845                | 48,97            | 6 075   | 36,13   | 423                                  | 2,87   | –     |       |
| Partito dei Comunisti Italiani | Gian Francesco Semino          | 6 845                | 48,97            | 6 075   | 36,13   | 248                                  | 1,68   | –     |       |
| Seggio di coalizione           | Seggio di coalizione           | Seggio di coalizione | 48,97            | 6 075   | 36,13   | 1                                    |        |       |       |
|                                | Michela Graziano               | Michela Graziano     | Michela Graziano | 1 960   | 11,66   | Lega Nord (A)                        | 1 160  | 7,86  | 2     |
| Con Voi per Tortona (B)        | Michela Graziano               | Michela Graziano     | Michela Graziano | 1 960   | 11,66   | 550                                  | 3,73   | –     |       |
| Seggio di coalizione           | Seggio di coalizione           | Seggio di coalizione | Michela Graziano | 1 960   | 11,66   | 1                                    |        |       |       |
|                                | Luigi Valsorda                 | Luigi Valsorda       | Luigi Valsorda   | 1 264   | 7,52    | Lista Civica per Tortona             | 851    | 5,77  | –     |
| Partito Pensionati (C)         | Luigi Valsorda                 | Luigi Valsorda       | Luigi Valsorda   | 1 264   | 7,52    | 179                                  | 1,21   | –     |       |
| Seggio di coalizione           | Seggio di coalizione           | Seggio di coalizione | Luigi Valsorda   | 1 264   | 7,52    | 1                                    |        |       |       |
|                                | Franco Rivera                  | Franco Rivera        | Franco Rivera    | 585     | 3,48    | Partito della Rifondazione Comunista | 553    | 3,75  | –     |
| Totale                         | Totale                         | 13 979               | 100              | 16 816  | 100     |                                      | 14 759 | 100   | 20    |
|                                |                                |                      |                  |         |         |                                      |        |       |       |
| Fonte: Ministero dell'interno  |                                |                      |                  |         |         |                                      |        |       |       |

## Biella

### Biella
| Candidati                       | Candidati                 | II turno             | II turno            | I turno | I turno | Liste                                | Voti   | %     | Seggi |
| Candidati                       | Candidati                 | Voti                 | %                   | Voti    | %       | Liste                                | Voti   | %     | Seggi |
| ------------------------------- | ------------------------- | -------------------- | ------------------- | ------- | ------- | ------------------------------------ | ------ | ----- | ----- |
|                                 | Gianluca Susta ✔️ Sindaco | 11 895               | 51,73               | 11 498  | 42,35   | Popolari e Democratici al Centro     | 4 969  | 21,01 | 13    |
| Democratici di Sinistra         | Gianluca Susta ✔️ Sindaco | 11 895               | 51,73               | 11 498  | 42,35   | 3 703                                | 15,66  | 10    |       |
| Socialisti Democratici Italiani | Gianluca Susta ✔️ Sindaco | 11 895               | 51,73               | 11 498  | 42,35   | 427                                  | 1,81   | 1     |       |
| Movimento Indipendente Biellese | Gianluca Susta ✔️ Sindaco | 11 895               | 51,73               | 11 498  | 42,35   | 294                                  | 1,24   | –     |       |
|                                 | Mario Porta               | 11 098               | 48,27               | 11 583  | 42,67   | Forza Italia                         | 7 644  | 32,32 | 10    |
| Alleanza Nazionale              | Mario Porta               | 11 098               | 48,27               | 11 583  | 42,67   | 2 387                                | 10,09  | 3     |       |
| Centro Cristiano Democratico    | Mario Porta               | 11 098               | 48,27               | 11 583  | 42,67   | 549                                  | 2,32   | –     |       |
| Seggio di coalizione            | Seggio di coalizione      | Seggio di coalizione | 48,27               | 11 583  | 42,67   | 1                                    |        |       |       |
|                                 | Claudio Regis             | Claudio Regis        | Claudio Regis       | 1 602   | 5,90    | Lega Nord (A)                        | 1 101  | 4,66  | –     |
| Per Regis (B)                   | Claudio Regis             | Claudio Regis        | Claudio Regis       | 1 602   | 5,90    | 219                                  | 0,93   | –     |       |
| Seggio di coalizione            | Seggio di coalizione      | Seggio di coalizione | Claudio Regis       | 1 602   | 5,90    | 1                                    |        |       |       |
|                                 | Marco Sansoè              | Marco Sansoè         | Marco Sansoè        | 988     | 3,64    | Partito della Rifondazione Comunista | 971    | 4,11  | –     |
| Seggio di coalizione            | Seggio di coalizione      | Seggio di coalizione | Marco Sansoè        | 988     | 3,64    | 1                                    |        |       |       |
|                                 | Raffaele Cimmino          | Raffaele Cimmino     | Raffaele Cimmino    | 623     | 2,29    | Lista Pella                          | 592    | 2,50  | –     |
|                                 | Roberto Mezzalama         | Roberto Mezzalama    | Roberto Mezzalama   | 538     | 1,98    | Ambiente Solidarietà (PdCI-FdV)      | 495    | 2,09  | –     |
|                                 | Gianfranco Damilano       | Gianfranco Damilano  | Gianfranco Damilano | 202     | 0,74    | Fronte Nazionale                     | 196    | 0,83  | –     |
|                                 | Paolo Tarello             | Paolo Tarello        | Paolo Tarello       | 113     | 0,42    | Lista Tarello                        | 103    | 0,44  | –     |
| Totale                          | Totale                    | 22 993               | 100                 | 27 147  | 100     |                                      | 23 650 | 100   | 40    |
|                                 |                           |                      |                     |         |         |                                      |        |       |       |
| Fonte: Ministero dell'interno   |                           |                      |                     |         |         |                                      |        |       |       |

### Cossato
|                                                        | Sergio Scaramal ✔️ Sindaco | 5 502                | 54,63 | Futuro Insieme (DS-PRC)         | 3 036 | 37,22 | 9  |  |  |
| Federazione dei Verdi - Partito dei Comunisti Italiani | Sergio Scaramal ✔️ Sindaco | 5 502                | 54,63 | 652                             | 7,99  | 2     |    |  |  |
| Partito Popolare Italiano                              | Sergio Scaramal ✔️ Sindaco | 5 502                | 54,63 | 639                             | 7,83  | 1     |    |  |  |
|                                                        | Franco Botta               | 3 131                | 31,09 | Forza Italia                    | 2 122 | 26,01 | 4  |  |  |
| Alleanza Nazionale                                     | Franco Botta               | 3 131                | 31,09 | 517                             | 6,34  | 1     |    |  |  |
| Seggio di coalizione                                   | Seggio di coalizione       | Seggio di coalizione | 31,09 | 1                               |       |       |    |  |  |
|                                                        | Enea Ribatto               | 1 147                | 11,39 | Lega Nord                       | 940   | 11,52 | 1  |  |  |
| Seggio di coalizione                                   | Seggio di coalizione       | Seggio di coalizione | 11,39 | 1                               |       |       |    |  |  |
|                                                        | Giovanni Monateri          | 291                  | 2,89  | Socialisti Democratici Italiani | 251   | 3,08  | –  |  |  |
| Totale                                                 | Totale                     | 10 071               | 100   |                                 | 8 157 | 100   | 20 |  |  |
|                                                        |                            |                      |       |                                 |       |       |    |  |  |
| Fonte: Ministero dell'interno                          |                            |                      |       |                                 |       |       |    |  |  |

## Cuneo

### Alba
| Candidati                                 | Candidati                    | II turno             | II turno       | I turno | I turno | Liste                        | Voti   | %     | Seggi |
| Candidati                                 | Candidati                    | Voti                 | %              | Voti    | %       | Liste                        | Voti   | %     | Seggi |
| ----------------------------------------- | ---------------------------- | -------------------- | -------------- | ------- | ------- | ---------------------------- | ------ | ----- | ----- |
|                                           | Giuseppe Rossetto ✔️ Sindaco | 9 305                | 56,36          | 8 084   | 41,54   | Centro Cristiano Democratico | 2 233  | 13,86 | 4     |
| Forza Italia                              | Giuseppe Rossetto ✔️ Sindaco | 9 305                | 56,36          | 8 084   | 41,54   | 2 019                        | 12,53  | 3     |       |
| Alba 2000                                 | Giuseppe Rossetto ✔️ Sindaco | 9 305                | 56,36          | 8 084   | 41,54   | 1 059                        | 6,57   | 2     |       |
| Alleanza Nazionale - Federalisti Liberali | Giuseppe Rossetto ✔️ Sindaco | 9 305                | 56,36          | 8 084   | 41,54   | 683                          | 4,24   | 1     |       |
|                                           | Enzo Demaria                 | 7 206                | 43,64          | 6 656   | 34,20   | Democratici di Sinistra      | 1 816  | 11,27 | 2     |
| Partito Popolare Italiano                 | Enzo Demaria                 | 7 206                | 43,64          | 6 656   | 34,20   | 1 781                        | 11,05  | 1     |       |
| Insieme per Alba                          | Enzo Demaria                 | 7 206                | 43,64          | 6 656   | 34,20   | 1 253                        | 7,78   | 1     |       |
| Città per Tutti                           | Enzo Demaria                 | 7 206                | 43,64          | 6 656   | 34,20   | 980                          | 6,08   | 1     |       |
| Seggio di coalizione                      | Seggio di coalizione         | Seggio di coalizione | 43,64          | 6 656   | 34,20   | 1                            |        |       |       |
|                                           | Mariano Rabino               | Mariano Rabino       | Mariano Rabino | 2 298   | 11,81   | Democratici per Alba (A)     | 2 124  | 13,18 | 1     |
| Seggio di coalizione                      | Seggio di coalizione         | Seggio di coalizione | Mariano Rabino | 2 298   | 11,81   | 1                            |        |       |       |
|                                           | Alberto Cirio                | Alberto Cirio        | Alberto Cirio  | 1 669   | 8,58    | Lega Nord (B)                | 1 053  | 6,53  | 1     |
| Città Nuova (C)                           | Alberto Cirio                | Alberto Cirio        | Alberto Cirio  | 1 669   | 8,58    | 419                          | 2,60   | –     |       |
| Seggio di coalizione                      | Seggio di coalizione         | Seggio di coalizione | Alberto Cirio  | 1 669   | 8,58    | 1                            |        |       |       |
|                                           | Marco Martini                | Marco Martini        | Marco Martini  | 755     | 3,88    | Federazione dei Verdi (D)    | 694    | 4,31  | –     |
| Totale                                    | Totale                       | 16 511               | 100            | 19 462  | 100     |                              | 16 114 | 100   | 20    |
|                                           |                              |                      |                |         |         |                              |        |       |       |
| Fonte: Ministero dell'interno             |                              |                      |                |         |         |                              |        |       |       |

### Bra
| Candidati                     | Candidati                  | II turno             | II turno           | I turno | I turno | Liste                                | Voti   | %     | Seggi |
| Candidati                     | Candidati                  | Voti                 | %                  | Voti    | %       | Liste                                | Voti   | %     | Seggi |
| ----------------------------- | -------------------------- | -------------------- | ------------------ | ------- | ------- | ------------------------------------ | ------ | ----- | ----- |
|                               | Francesco Guida ✔️ Sindaco | 7 889                | 69,02              | 8 281   | 49,90   | Progetto Bra                         | 2 440  | 16,89 | 4     |
| Democratici di Sinistra       | Francesco Guida ✔️ Sindaco | 7 889                | 69,02              | 8 281   | 49,90   | 2 397                                | 16,60  | 4     |       |
| Partito Popolare Italiano     | Francesco Guida ✔️ Sindaco | 7 889                | 69,02              | 8 281   | 49,90   | 1 686                                | 11,67  | 3     |       |
| I Democratici                 | Francesco Guida ✔️ Sindaco | 7 889                | 69,02              | 8 281   | 49,90   | 609                                  | 4,22   | 1     |       |
|                               | Michelino Germanetto       | 3 541                | 30,98              | 3 557   | 21,44   | Forza Italia                         | 2 306  | 15,97 | 2     |
| Alleanza Nazionale            | Michelino Germanetto       | 3 541                | 30,98              | 3 557   | 21,44   | 857                                  | 5,93   | 1     |       |
| Seggio di coalizione          | Seggio di coalizione       | Seggio di coalizione | 30,98              | 3 557   | 21,44   | 1                                    |        |       |       |
|                               | Michelino Davico           | Michelino Davico     | Michelino Davico   | 1 939   | 11,68   | Lega Nord                            | 1 282  | 8,88  | 1     |
| Centro                        | Michelino Davico           | Michelino Davico     | Michelino Davico   | 1 939   | 11,68   | 266                                  | 1,84   | –     |       |
| Seggio di coalizione          | Seggio di coalizione       | Seggio di coalizione | Michelino Davico   | 1 939   | 11,68   | 1                                    |        |       |       |
|                               | Giuseppe Rosciano          | Giuseppe Rosciano    | Giuseppe Rosciano  | 1 426   | 8,59    | Uniti per Bra                        | 1 375  | 9,52  | –     |
| Seggio di coalizione          | Seggio di coalizione       | Seggio di coalizione | Giuseppe Rosciano  | 1 426   | 8,59    | 1                                    |        |       |       |
|                               | Pier Giorgio Pirra         | Pier Giorgio Pirra   | Pier Giorgio Pirra | 960     | 5,79    | I Liberal Sgarbi                     | 864    | 5,98  | –     |
| Seggio di coalizione          | Seggio di coalizione       | Seggio di coalizione | Pier Giorgio Pirra | 960     | 5,79    | 1                                    |        |       |       |
|                               | Giuseppe Abello            | Giuseppe Abello      | Giuseppe Abello    | 431     | 2,60    | Partito della Rifondazione Comunista | 361    | 2,50  | –     |
| Totale                        | Totale                     | 11 430               | 100                | 16 594  | 100     |                                      | 14 443 | 100   | 20    |
|                               |                            |                      |                    |         |         |                                      |        |       |       |
| Fonte: Ministero dell'interno |                            |                      |                    |         |         |                                      |        |       |       |

### Fossano
| Candidati                                   | Candidati                    | II turno               | II turno               | I turno | I turno | Liste                                | Voti   | %     | Seggi |
| Candidati                                   | Candidati                    | Voti                   | %                      | Voti    | %       | Liste                                | Voti   | %     | Seggi |
| ------------------------------------------- | ---------------------------- | ---------------------- | ---------------------- | ------- | ------- | ------------------------------------ | ------ | ----- | ----- |
|                                             | Giuseppe Manfredi ✔️ Sindaco | 8 070                  | 64,66                  | 7 152   | 46,81   | Città per l'Uomo                     | 2 194  | 16,88 | 5     |
| Partito Popolare Italiano - Vivere la Città | Giuseppe Manfredi ✔️ Sindaco | 8 070                  | 64,66                  | 7 152   | 46,81   | 2 095                                | 16,12  | 4     |       |
| Democratici per Fossano                     | Giuseppe Manfredi ✔️ Sindaco | 8 070                  | 64,66                  | 7 152   | 46,81   | 1 458                                | 11,22  | 3     |       |
|                                             | Gianfranco Dogliani          | 4 410                  | 35,34                  | 2 029   | 13,28   | Forza Italia                         | 1 928  | 14,83 | 2     |
| Seggio di coalizione                        | Seggio di coalizione         | Seggio di coalizione   | 35,34                  | 2 029   | 13,28   | 1                                    |        |       |       |
|                                             | Valter Franco                | Valter Franco          | Valter Franco          | 1 298   | 8,49    | Centro Cristiano Democratico         | 1 110  | 8,54  | –     |
| Seggio di coalizione                        | Seggio di coalizione         | Seggio di coalizione   | Valter Franco          | 1 298   | 8,49    | 1                                    |        |       |       |
|                                             | Franco Blandino              | Franco Blandino        | Franco Blandino        | 1 124   | 7,36    | Centro per Fossano (A)               | 985    | 7,58  | –     |
| Seggio di coalizione                        | Seggio di coalizione         | Seggio di coalizione   | Franco Blandino        | 1 124   | 7,36    | 1                                    |        |       |       |
|                                             | Biagio Barbero               | Biagio Barbero         | Biagio Barbero         | 1 021   | 6,68    | Lega Nord                            | 947    | 7,28  | –     |
| Seggio di coalizione                        | Seggio di coalizione         | Seggio di coalizione   | Biagio Barbero         | 1 021   | 6,68    | 1                                    |        |       |       |
|                                             | Anna Mantini                 | Anna Mantini           | Anna Mantini           | 993     | 6,50    | Alleanza per Fossano (B)             | 851    | 6,55  | –     |
| Seggio di coalizione                        | Seggio di coalizione         | Seggio di coalizione   | Anna Mantini           | 993     | 6,50    | 1                                    |        |       |       |
|                                             | Ferdinando Manganiello       | Ferdinando Manganiello | Ferdinando Manganiello | 733     | 4,80    | Forza Fossano (C)                    | 617    | 4,75  | –     |
| Seggio di coalizione                        | Seggio di coalizione         | Seggio di coalizione   | Ferdinando Manganiello | 733     | 4,80    | 1                                    |        |       |       |
|                                             | Luciano Casasole             | Luciano Casasole       | Luciano Casasole       | 602     | 3,94    | Centro                               | 531    | 4,08  | –     |
|                                             | Luisella Lamberti            | Luisella Lamberti      | Luisella Lamberti      | 328     | 2,15    | Partito della Rifondazione Comunista | 284    | 2,18  | –     |
| Totale                                      | Totale                       | 12 480                 | 100                    | 15 280  | 100     |                                      | 13 000 | 100   | 20    |
|                                             |                              |                        |                        |         |         |                                      |        |       |       |
| Fonte: Ministero dell'interno               |                              |                        |                        |         |         |                                      |        |       |       |

### Saluzzo
| Candidati                                 | Candidati                  | II turno             | II turno         | I turno | I turno | Liste                           | Voti  | %     | Seggi |
| Candidati                                 | Candidati                  | Voti                 | %                | Voti    | %       | Liste                           | Voti  | %     | Seggi |
| ----------------------------------------- | -------------------------- | -------------------- | ---------------- | ------- | ------- | ------------------------------- | ----- | ----- | ----- |
|                                           | Stefano Quaglia ✔️ Sindaco | 4 477                | 61,19            | 3 152   | 32,97   | Centro Popolare                 | 2 492 | 31,55 | 12    |
|                                           | Gian Marco Gastaldi        | 2 840                | 38,81            | 3 212   | 33,60   | Forza Italia - Indipendenti     | 1 280 | 16,20 | 2     |
| Centro Cristiano Democratico              | Gian Marco Gastaldi        | 2 840                | 38,81            | 3 212   | 33,60   | 926                             | 11,72 | 1     |       |
| Alleanza Nazionale - Federalisti Liberali | Gian Marco Gastaldi        | 2 840                | 38,81            | 3 212   | 33,60   | 541                             | 6,85  | 1     |       |
| Seggio di coalizione                      | Seggio di coalizione       | Seggio di coalizione | 38,81            | 3 212   | 33,60   | 1                               |       |       |       |
|                                           | Fernando Arnolfo           | Fernando Arnolfo     | Fernando Arnolfo | 1 470   | 15,38   | Insieme per Saluzzo (PPI-ID-RI) | 640   | 8,10  | –     |
| Ulivo Saluzzese                           | Fernando Arnolfo           | Fernando Arnolfo     | Fernando Arnolfo | 1 470   | 15,38   | 460                             | 5,82  | –     |       |
| Seggio di coalizione                      | Seggio di coalizione       | Seggio di coalizione | Fernando Arnolfo | 1 470   | 15,38   | 1                               |       |       |       |
|                                           | Andrea Farina              | Andrea Farina        | Andrea Farina    | 1 034   | 10,82   | Lega Nord (A)                   | 925   | 11,71 | –     |
| Seggio di coalizione                      | Seggio di coalizione       | Seggio di coalizione | Andrea Farina    | 1 034   | 10,82   | 1                               |       |       |       |
|                                           | Fulvio Rubiolo             | Fulvio Rubiolo       | Fulvio Rubiolo   | 691     | 7,23    | Nuovi Orizzonti                 | 635   | 8,04  | –     |
| Seggio di coalizione                      | Seggio di coalizione       | Seggio di coalizione | Fulvio Rubiolo   | 691     | 7,23    | 1                               |       |       |       |
| Totale                                    | Totale                     | 7 317                | 100              | 9 559   | 100     |                                 | 7 899 | 100   | 20    |
|                                           |                            |                      |                  |         |         |                                 |       |       |       |
| Fonte: Ministero dell'interno             |                            |                      |                  |         |         |                                 |       |       |       |

### Savigliano
|                               | Sergio Soave ✔️ Sindaco | 7 510                | 58,92 | Nuova Città                               | 2 187 | 22,05 | 5  |  |  |
| Partito Popolare Italiano     | Sergio Soave ✔️ Sindaco | 7 510                | 58,92 | 1 248                                     | 12,58 | 3     |    |  |  |
| Savigliano Democratica        | Sergio Soave ✔️ Sindaco | 7 510                | 58,92 | 1 004                                     | 10,12 | 3     |    |  |  |
| I Democratici                 | Sergio Soave ✔️ Sindaco | 7 510                | 58,92 | 759                                       | 7,65  | 2     |    |  |  |
|                               | Caterina Ugliengo       | 2 855                | 22,40 | Forza Italia                              | 1 376 | 13,87 | 3  |  |  |
| Nuovo Gruppo di Centro        | Caterina Ugliengo       | 2 855                | 22,40 | 862                                       | 8,69  | 1     |    |  |  |
| Democratici Socialisti        | Caterina Ugliengo       | 2 855                | 22,40 | 407                                       | 4,10  | –     |    |  |  |
| Seggio di coalizione          | Seggio di coalizione    | Seggio di coalizione | 22,40 | 1                                         |       |       |    |  |  |
|                               | Guido Ghione            | 1 873                | 14,69 | Lega Nord                                 | 1 588 | 16,01 | 2  |  |  |
| Seggio di coalizione          | Seggio di coalizione    | Seggio di coalizione | 14,69 | 1                                         |       |       |    |  |  |
|                               | Massimo Mantovan        | 508                  | 3,99  | Alleanza Nazionale - Federalisti Liberali | 487   | 4,91  | –  |  |  |
| Totale                        | Totale                  | 12 746               | 100   |                                           | 9 918 | 100   | 20 |  |  |
|                               |                         |                      |       |                                           |       |       |    |  |  |
| Fonte: Ministero dell'interno |                         |                      |       |                                           |       |       |    |  |  |

## Verbano-Cusio-Ossola

### Verbania
| Candidati                       | Candidati                 | II turno              | II turno              | I turno | I turno | Liste                                | Voti   | %     | Seggi |
| Candidati                       | Candidati                 | Voti                  | %                     | Voti    | %       | Liste                                | Voti   | %     | Seggi |
| ------------------------------- | ------------------------- | --------------------- | --------------------- | ------- | ------- | ------------------------------------ | ------ | ----- | ----- |
|                                 | Aldo Reschigna ✔️ Sindaco | 8 430                 | 53,92                 | 7 953   | 42,17   | Democratici di Sinistra              | 3 257  | 19,66 | 13    |
| Partito dei Comunisti Italiani  | Aldo Reschigna ✔️ Sindaco | 8 430                 | 53,92                 | 7 953   | 42,17   | 1 156                                | 6,98   | 4     |       |
| Partito Popolare Italiano       | Aldo Reschigna ✔️ Sindaco | 8 430                 | 53,92                 | 7 953   | 42,17   | 1 120                                | 6,76   | 4     |       |
| Socialisti Democratici Italiani | Aldo Reschigna ✔️ Sindaco | 8 430                 | 53,92                 | 7 953   | 42,17   | 808                                  | 4,88   | 3     |       |
| Non Solo Centro                 | Aldo Reschigna ✔️ Sindaco | 8 430                 | 53,92                 | 7 953   | 42,17   | 122                                  | 0,74   | –     |       |
|                                 | Valerio Cattaneo          | 7 205                 | 46,08                 | 6 777   | 35,93   | Forza Italia                         | 3 533  | 21,32 | 6     |
| Alleanza Nazionale              | Valerio Cattaneo          | 7 205                 | 46,08                 | 6 777   | 35,93   | 2 341                                | 14,13  | 4     |       |
| Centro Cristiano Democratico    | Valerio Cattaneo          | 7 205                 | 46,08                 | 6 777   | 35,93   | 322                                  | 1,94   | –     |       |
| Seggio di coalizione            | Seggio di coalizione      | Seggio di coalizione  | 46,08                 | 6 777   | 35,93   | 1                                    |        |       |       |
|                                 | Marco Parachini           | Marco Parachini       | Marco Parachini       | 1 473   | 7,81    | Cittadini Per Verbania               | 1 382  | 8,34  | 1     |
| Seggio di coalizione            | Seggio di coalizione      | Seggio di coalizione  | Marco Parachini       | 1 473   | 7,81    | 1                                    |        |       |       |
|                                 | Roberto De Magistris      | Roberto De Magistris  | Roberto De Magistris  | 623     | 3,30    | Lega Nord (A)                        | 588    | 3,55  | –     |
| Seggio di coalizione            | Seggio di coalizione      | Seggio di coalizione  | Roberto De Magistris  | 623     | 3,30    | 1                                    |        |       |       |
|                                 | Giorgio Tigano            | Giorgio Tigano        | Giorgio Tigano        | 599     | 3,18    | Movimento Sociale Fiamma Tricolore   | 552    | 3,33  | –     |
| Seggio di coalizione            | Seggio di coalizione      | Seggio di coalizione  | Giorgio Tigano        | 599     | 3,18    | 1                                    |        |       |       |
|                                 | Vladimiro Di Gregorio     | Vladimiro Di Gregorio | Vladimiro Di Gregorio | 587     | 3,11    | Partito della Rifondazione Comunista | 581    | 3,51  | –     |
| Seggio di coalizione            | Seggio di coalizione      | Seggio di coalizione  | Vladimiro Di Gregorio | 587     | 3,11    | 1                                    |        |       |       |
|                                 | Paolo Caruso              | Paolo Caruso          | Paolo Caruso          | 451     | 2,39    | Federazione dei Verdi                | 424    | 2,56  | –     |
|                                 | Massimo Turconi           | Massimo Turconi       | Massimo Turconi       | 232     | 1,23    | Lista Autonomista                    | 219    | 1,32  | –     |
|                                 | Gabriele Garzoli          | Gabriele Garzoli      | Gabriele Garzoli      | 165     | 0,87    | Pensionati e Giovani (B)             | 163    | 0,98  | –     |
| Totale                          | Totale                    | 15 635                | 100                   | 18 860  | 100     |                                      | 16 568 | 100   | 40    |
|                                 |                           |                       |                       |         |         |                                      |        |       |       |
| Fonte: Ministero dell'interno   |                           |                       |                       |         |         |                                      |        |       |       |

Fonte: Ministero dell'Interno

## Vercelli

### Vercelli
| Candidati                            | Candidati                    | II turno              | II turno              | I turno | I turno | Liste                            | Voti   | %     | Seggi |
| Candidati                            | Candidati                    | Voti                  | %                     | Voti    | %       | Liste                            | Voti   | %     | Seggi |
| ------------------------------------ | ---------------------------- | --------------------- | --------------------- | ------- | ------- | -------------------------------- | ------ | ----- | ----- |
|                                      | Gabriele Bagnasco ✔️ Sindaco | 13 277                | 52,29                 | 7 293   | 23,93   | Vercelli 2003                    | 2 309  | 8,65  | 11    |
| Federazione dei Verdi                | Gabriele Bagnasco ✔️ Sindaco | 13 277                | 52,29                 | 7 293   | 23,93   | 1 263                            | 4,73   | 6     |       |
| I Democratici                        | Gabriele Bagnasco ✔️ Sindaco | 13 277                | 52,29                 | 7 293   | 23,93   | 807                              | 3,02   | 4     |       |
| Partito della Rifondazione Comunista | Gabriele Bagnasco ✔️ Sindaco | 13 277                | 52,29                 | 7 293   | 23,93   | 742                              | 2,78   | 3     |       |
|                                      | Lorenzo Piccioni             | 12 115                | 47,71                 | 12 187  | 39,98   | Forza Italia                     | 9 004  | 33,75 | 7     |
| Alleanza Nazionale                   | Lorenzo Piccioni             | 12 115                | 47,71                 | 12 187  | 39,98   | 1 580                            | 5,92   | 1     |       |
| Vercelli Tricolore                   | Lorenzo Piccioni             | 12 115                | 47,71                 | 12 187  | 39,98   | 369                              | 1,38   | –     |       |
| Verdi Verdi                          | Lorenzo Piccioni             | 12 115                | 47,71                 | 12 187  | 39,98   | 230                              | 0,86   | –     |       |
| Pensionati Europa                    | Lorenzo Piccioni             | 12 115                | 47,71                 | 12 187  | 39,98   | 169                              | 0,63   | –     |       |
| Piemonte Nazione d'Europa            | Lorenzo Piccioni             | 12 115                | 47,71                 | 12 187  | 39,98   | 89                               | 0,33   | –     |       |
| Seggio di coalizione                 | Seggio di coalizione         | Seggio di coalizione  | 47,71                 | 12 187  | 39,98   | 1                                |        |       |       |
|                                      | Gilberto Valeri              | Gilberto Valeri       | Gilberto Valeri       | 7 062   | 23,17   | Democratici di Sinistra          | 3 264  | 12,23 | 3     |
| Partito dei Comunisti Italiani       | Gilberto Valeri              | Gilberto Valeri       | Gilberto Valeri       | 7 062   | 23,17   | 1 250                            | 4,69   | 1     |       |
| Partito Popolare Italiano            | Gilberto Valeri              | Gilberto Valeri       | Gilberto Valeri       | 7 062   | 23,17   | 805                              | 3,02   | –     |       |
| Socialisti Democratici Italiani      | Gilberto Valeri              | Gilberto Valeri       | Gilberto Valeri       | 7 062   | 23,17   | 701                              | 2,63   | –     |       |
| Per Vercelli                         | Gilberto Valeri              | Gilberto Valeri       | Gilberto Valeri       | 7 062   | 23,17   | 383                              | 1,44   | –     |       |
| Seggio di coalizione                 | Seggio di coalizione         | Seggio di coalizione  | Gilberto Valeri       | 7 062   | 23,17   | 1                                |        |       |       |
|                                      | Carlo Lorenzo Robutti        | Carlo Lorenzo Robutti | Carlo Lorenzo Robutti | 2 030   | 6,66    | Unione Civica                    | 1 398  | 5,24  | –     |
| Seggio di coalizione                 | Seggio di coalizione         | Seggio di coalizione  | Carlo Lorenzo Robutti | 2 030   | 6,66    | 1                                |        |       |       |
|                                      | Francesco Borasio            | Francesco Borasio     | Francesco Borasio     | 1 465   | 4,81    | Lega Nord (A)                    | 1 897  | 7,11  | –     |
| Seggio di coalizione                 | Seggio di coalizione         | Seggio di coalizione  | Francesco Borasio     | 1 465   | 4,81    | 1                                |        |       |       |
|                                      | Renzo Debianchi              | Renzo Debianchi       | Renzo Debianchi       | 444     | 1,46    | Centro Cristiano Democratico (B) | 419    | 1,57  | –     |
| Totale                               | Totale                       | 25 392                | 100                   | 30 481  | 100     |                                  | 26 679 | 100   | 40    |
|                                      |                              |                       |                       |         |         |                                  |        |       |       |
| Fonte: Ministero dell'interno        |                              |                       |                       |         |         |                                  |        |       |       |

## Piccoli Comuni

### Incisa Scapaccino
|                               | Mario Porta ✔️ Sindaco | 1 021 | 74,58 | Lista civica | 1 021 | 74,58 | 8  |  |  |
|                               | Giovanni Pistrarino    | 348   | 25,42 | Lista Civica | 348   | 25,42 | 4  |  |  |
| Totale                        | Totale                 | 1 369 | 100   |              | 1 369 | 100   | 12 |  |  |
|                               |                        |       |       |              |       |       |    |  |  |
| Schede bianche                | Schede bianche         | 66    | 4,45  |              |       |       |    |  |  |
| Schede nulle                  | Schede nulle           | 115   | 7,75  |              |       |       |    |  |  |
| Votanti                       | Votanti                | 1 484 | 84,32 |              |       |       |    |  |  |
| Elettori                      | Elettori               | 1 760 |       |              |       |       |    |  |  |
|                               |                        |       |       |              |       |       |    |  |  |
| Fonte: Ministero dell'interno |                        |       |       |              |       |       |    |  |  |